# Deutsche Freie-Partie-Meisterschaft 1995/96
Die Deutsche Freie-Partie-Meisterschaft 1995/96 ist eine Billard-Turnierserie und fand vom 17. bis zum 19. November 1995 in Langenfeld zum 28. Mal statt.

## Geschichte
Ungefährdet während des ganzen Turniers spielte Thomas Nockemann seine ganze Klasse aus. Mit dem hervorragenden GD von 250,00 hatte keiner seiner Gegner eine Siegeschance. Nur in der Partie gegen Axel Uhl benötigte er zwei Aufnahmen. Den Rest der Partien erledigte er in nur einer Aufnahme. Deutlich abgeschlagen wurde der Elversberger Franzel Simon Zweiter vor Jürgen Keul aus Bergisch Gladbach.

## Modus
Gespielt wurde das komplette Turnier bis 300 Punkte.
Die Endplatzierung ergab sich aus folgenden Kriterien:
1. Matchpunkte
2. Generaldurchschnitt (GD)
3. Höchstserie (HS)

## Turnierverlauf

### Gruppenphase
| MP    | Match Points (Sieger = 2; Unentschieden = 1; Verlierer = 0) |
| Pkte. | Erzielte Karambolagen                                       |
| Aufn. | Benötigte Versuche                                          |
| GD    | Generaldurchschnitt                                         |
| BED   | Bester Einzeldurchschnitt eines Spielers                    |
| HS    | Höchstserie                                                 |
|       | Bester GD des Turniers                                      |
|       | Bester ED des Turniers                                      |
|       | Beste HS des Turniers                                       |
|       | 1. Platz (Gold)                                             |
|       | 2. Platz (Silber)                                           |
|       | 3. Platz (Bronze)                                           |

| Platz                      | Name                            | MP  | Pkte. | Aufn. | GD    | BED    | HS  |
| -------------------------- | ------------------------------- | --- | ----- | ----- | ----- | ------ | --- |
| 1                          | Jürgen Keul (Bergisch Gladbach) | 6:0 | 900   | 11    | 81,81 | 150,00 | 289 |
| 2                          | Andreas Niehaus (Coesfeld)      | 4:2 | 651   | 12    | 54,25 | 100,00 | 294 |
| 3                          | Rudi Buchheit (Fehrbach)        | 2:4 | 711   | 22    | 32,31 | 30,00  | 182 |
| 4                          | Dirk Dröge (Gelsenkirchen)      | 0:6 | 425   | 17    | 25,00 | –      | 163 |
| Gruppendurchschnitt: 43,33 |                                 |     |       |       |       |        |     |

| Platz                      | Name                    | MP  | Pkte. | Aufn. | GD     | BED    | HS  |
| -------------------------- | ----------------------- | --- | ----- | ----- | ------ | ------ | --- |
| 1                          | Thomas Nockemann (Marl) | 6:0 | 900   | 4     | 225,00 | 300,00 | 300 |
| 2                          | Udo Mielke (Velbert)    | 4:2 | 605   | 12    | 50,41  | 100,00 | 242 |
| 3                          | Dirk Peßarra (Herne)    | 2:4 | 565   | 9     | 62,77  | 60,00  | 264 |
| 4                          | Axel Uhl (Karlsruhe)    | 0:6 | 248   | 15    | 16,53  | –      | 87  |
| Gruppendurchschnitt: 57,95 |                         |     |       |       |        |        |     |

| Platz                      | Name                       | MP  | Pkte. | Aufn. | GD    | BED   | HS  |
| -------------------------- | -------------------------- | --- | ----- | ----- | ----- | ----- | --- |
| 1                          | Franzel Simon (Elversberg) | 6:0 | 900   | 21    | 42,85 | 75,00 | 225 |
| 2                          | Carsten Raspel (Velbert)   | 4:2 | 799   | 26    | 30,73 | 33,33 | 156 |
| 3                          | Çengiz Karaça (Berlin)     | 2:4 | 756   | 20    | 37,80 | 60,00 | 182 |
| 4                          | Gerd Nopens (Bernburg)     | 0:6 | 131   | 25    | 5,24  | –     | 28  |
| Gruppendurchschnitt: 28,10 |                            |     |       |       |       |       |     |

| Platz                      | Name                           | MP  | Pkte. | Aufn. | GD    | BED   | HS  |
| -------------------------- | ------------------------------ | --- | ----- | ----- | ----- | ----- | --- |
| 1                          | Hans Büdding (Emmerich)        | 4:2 | 872   | 18    | 48,44 | 50,00 | 253 |
| 2                          | Arnd Riedel (Berlin)           | 4:2 | 761   | 25    | 30,44 | 75,00 | 158 |
| 3                          | Markus Dömer (Marl)            | 4:2 | 763   | 34    | 22,44 | 33,33 | 181 |
| 4                          | Frank Dietrich (Sondershausen) | 0:6 | 268   | 35    | 7,65  | –     | 37  |
| Gruppendurchschnitt: 23,83 |                                |     |       |       |       |       |     |

### Finalrunde
| Halbfinale       |     |     |   |        |        |     |
| Thomas Nockemann | 2:0 | 300 | 1 | 300,00 | 300,00 | 300 |
| Hans Büdding     | 0:2 | 0   | 1 | 0,00   | –      | 0   |
| Jürgen Keul      | 0:2 | 56  | 2 | 28,00  | –      | 55  |
| Franzel Simon    | 2:0 | 300 | 2 | 150,00 | 150,00 | 289 |
| Spiel um Platz 3 |     |     |   |        |        |     |
| Hans Büdding     | 0:2 | 177 | 6 | 29,50  | –      | 171 |
| Jürgen Keul      | 2:0 | 300 | 6 | 50,00  | 50,00  | 232 |
| Finale           |     |     |   |        |        |     |
| Thomas Nockemann | 2:0 | 300 | 1 | 300,00 | 300,00 | 300 |
| Franzel Simon    | 0:2 | 6   | 1 | 6,00   | –      | 6   |

### Abschlusstabelle
| MP    | Match Punkte (Sieger = 2; Unentschieden = 1; Verlierer = 0) |
| SV    | Satzverhältnis (nur bei Turnieren im Satzsystem)            |
| Pkte. | Erzielte Karambolagen                                       |
| Aufn. | benötigte Aufnahmen                                         |
| GD    | Generaldurchschnitt                                         |
| MGD   | Mannschafts-Generaldurchschnitt                             |
| BED   | Bester Einzeldurchschnitt eines Spielers                    |
| BEMD  | Bester Einzeldurchschnitt einer Mannschaft                  |
| BSD   | Bester Satzdurchschnitt eines Spielers                      |
| HS    | Höchstserie                                                 |
| WRP   | Weltranglistenpunkte                                        |

| Klassement                 | Klassement                      | Klassement | Klassement | Klassement | Klassement | Klassement | Klassement | Klassement | Klassement |
| Platz                      | Name                            | MP         | Pkte.      | Aufn.      | GD         | BED        | HS         |            |            |
| -------------------------- | ------------------------------- | ---------- | ---------- | ---------- | ---------- | ---------- | ---------- | ---------- | ---------- |
| 1                          | Thomas Nockemann (Marl)         | 10:0       | 1500       | 6          | 250,00     | 300,00     | 300        |            |            |
| 2                          | Franzel Simon (Elversberg)      | 8:2        | 1206       | 24         | 50,25      | 150,00     | 289        |            |            |
| 3                          | Jürgen Keul (Bergisch Gladbach) | 8:2        | 1256       | 19         | 66,10      | 150,00     | 248        |            |            |
| 4                          | Hans Büdding (Emmerich)         | 4:6        | 1049       | 25         | 41,96      | 50,00      | 253        |            |            |
| 5                          | Andreas Niehaus (Coesfeld)      | 4:2        | 651        | 12         | 54,25      | 100,00     | 294        |            |            |
| 6                          | Udo Mielke (Velbert)            | 4:2        | 605        | 12         | 50,41      | 100,00     | 242        |            |            |
| 7                          | Carsten Raspel (Velbert)        | 4:2        | 799        | 26         | 30,73      | 33,33      | 156        |            |            |
| 8                          | Arnd Riedel (Berlin)            | 4:2        | 761        | 25         | 30,44      | 75,00      | 158        |            |            |
| 9                          | Markus Dömer (Marl)             | 4:2        | 763        | 34         | 22,44      | 33,33      | 181        |            |            |
| 10                         | Dirk Peßarra (Herne)            | 2:4        | 565        | 9          | 62,77      | 60,00      | 264        |            |            |
| 11                         | Çengiz Karaça (Berlin)          | 2:4        | 756        | 20         | 37,80      | 60,00      | 182        |            |            |
| 12                         | Rudi Buchheit (Fehrbach)        | 2:4        | 711        | 22         | 32,31      | 30,00      | 182        |            |            |
| 13                         | Dirk Dröge (Gelsenkirchen)      | 0:6        | 425        | 17         | 25,00      | –          | 163        |            |            |
| 14                         | Axel Uhl (Karlsruhe)            | 0:6        | 248        | 15         | 16,53      | –          | 87         |            |            |
| 15                         | Frank Dietrich (Sondershausen)  | 0:6        | 268        | 35         | 7,65       | –          | 37         |            |            |
| 16                         | Gerd Nopens (Bernburg)          | 0:6        | 131        | 25         | 5,24       | –          | 28         |            |            |
| Turnierdurchschnitt: 35,87 |                                 |            |            |            |            |            |            |            |            |